# Apogon notatus
Apogon notatus är en fiskart som först beskrevs av Houttuyn 1782.  Apogon notatus ingår i släktet Apogon och familjen Apogonidae. IUCN kategoriserar arten globalt som livskraftig. Inga underarter finns listade i Catalogue of Life.

## Bildgalleri

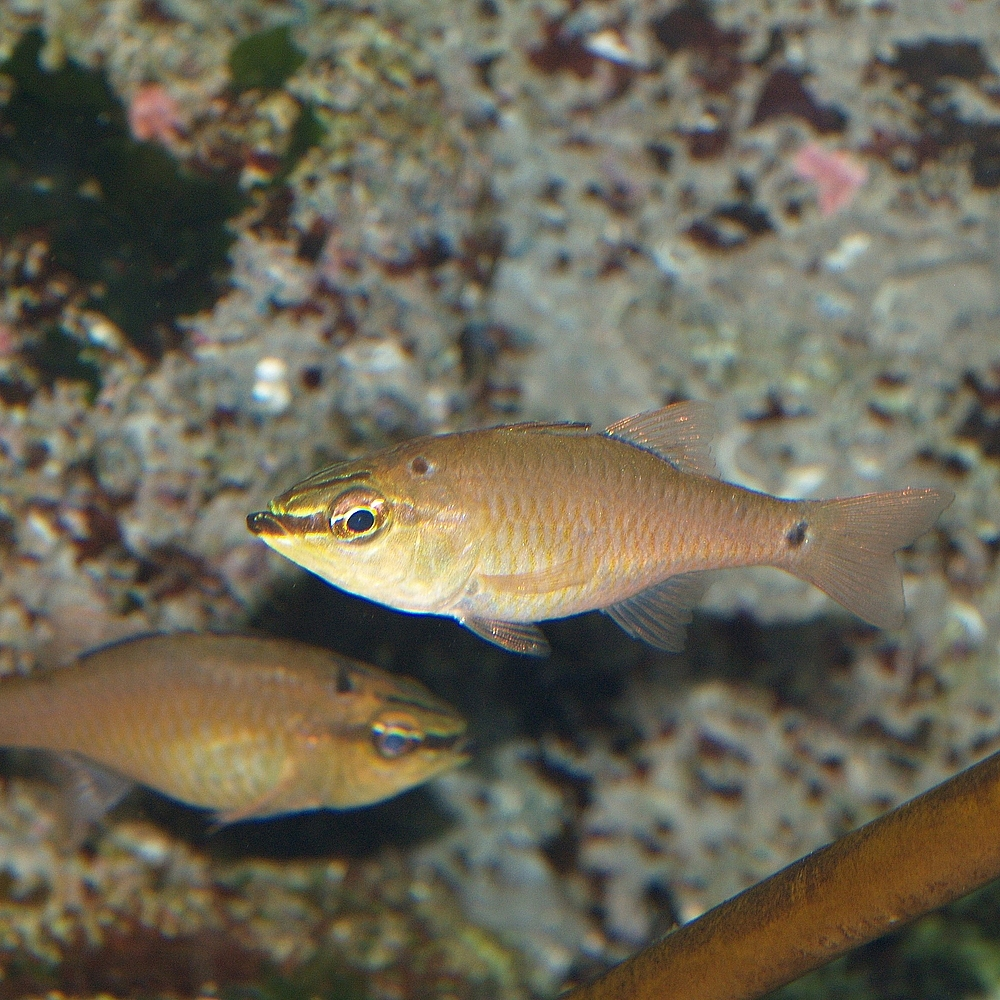